# علی موسوی (باستان‌شناس)
سیّد علی موسوی (زادهٔ ۱۳۴۶ تهران) باستان شناس، موزه دار اسبق عتیقات شرقی موزهٔ هنر لس‌آنجلس و استاد فعلی تاریخ هنر و باستان‌شناسی ایران در  دانشگاه کالیفرنیا لس‌آنجلس است.

## زندگی
علی موسوی فرزند محمود موسوی باستان‌شناس فقید ایرانی است. او مدرک کارشناسی خود را در باستان‌شناسی و تاریخ هنر اروپا و تمدن‌های مدیترانهٔ شرقی (۱۹۹۶) و سپس مدرک کارشناسی‌ارشد خود را در باستان‌شناسی، تاریخ و زبان‌ها و تمدن‌های ازمنهٔ قدیم (۱۹۹۷) از دانشگاه لیون فرانسه دریافت کرده است. او سپس برای ادامه تحصیل راهی آمریکا شد و مدرک دکتری خود را در مطالعات باستان‌شناسی خاورمیانه از دانشگاه کالیفرنیا در برکلی در سال ۲۰۰۵، زیرنظر دیوید استروناخ اخذ کرد. 
او علاوه بر کار حفاری و کاوش در ایران، در محوطه‌های باستانی ترکیه، فرانسه و ایتالیا نیز به انجام کاوش‌های باستان‌شناسی پرداخته است.

## همکاری با محققان داخل ایران
علی موسوی از سال ۱۴۰۰ به جمع محققان تاریخ و باستان‌شناسی همکار با مرکز مطالعات ایران‌شناسی و علوم انسانی نیمروز پیوست و با هدف ایجاد پل‌های ارتباطی میان محققان ایرانی در اقصی نقاط جهان و ارتباط دانشگاهیان ایرانی با جامعه، سخنرانی‌های متعددی را به دعوت موسسه نیمروز ایراد نموده است: 
- نگاهی به باستان‌شناسی هخامنشی
- نگاهی به باستان‌شناسی تخت‌جمشید[۴][۵]
- تاریخ باستان‌شناسی ایران؛ از شوش تا تخت‌جمشید
- نشست نخست از سلسله نشست‌های کارنامه و فعالیت‌های ایران‌شناسان؛ دیوید استروناخ[۶][۷]

## آثار

### ترجمه‌ها به فارسی
- شوش شش هزارساله، تألیف پیر آمیه، تهران: نشر فرزان، ۱۳۸۹.

### گزیدۀ مقالات به فارسی
- موسوی، علی. «تخت جمشید». در دائرةالمعارف بزرگ اسلامی، جلد ۱۴، زیرنظر سید محمدکاظم موسوی بجنوردی، تهران: انتشارات دائرةالمعارف بزرگ اسلامی.

### گزیدۀ تألیفات به زبان انگلیسی
همچنین برخی آثار انگلیسی او عبارتند از:
- David Stronach and Ali Mousavi, Ancient Iran from the Air, Philipp von Zabern, 2012
- Ali Mousavi, Pilgrimage to Pasargadae, in Cyrus the Great. An Ancient Iranian King, T. Daryaee (ed.), California, 2013, pp. 28-39
- Touraj Daryaee, Ali Mousavi, Khodadad Rezakhani, Excavating an Empire: Achaemenid Persia in Longue Durée, California, 2014
- Ali Mousavi, David Stronach, Irans Erbe: in Flugbildern von Georg Gerster (German Edition),  Philipp von Zabern, 2009
- Ali Mousavi, Persepolis: Discovery and Afterlife of a World Wonder, De Gruyter, 2012
- Ali Mousavi, Ernst Herzfeld, politics and antiquities legislation in Iran, in Ernst Herzfeld and the Development of Near Eastern Studies, 1900-1950, Ann Clyburn Gunter, Stefan R. Hauser (ed.), Brill, 2005, pp.445-475